# Palata
Palata je mjesto u moliškoj pokrajini Campobasso. U prošlosti su u ovom mjestu živjeli moliški Hrvati koji su se ovdje doselili u 16. stoljeću. Danas su najvećim dijelom asimilirani u lokalno talijansko stanovništvo.

## Stanovništvo
Razvoj stanovništva: